# El cabezota
El cabezota es una película española dirigida por Francisco Lara Polop en 1982. Basada en el libro Capodiferro (Ed. Paoline, Milán) de Fausto Tozzi.
Su director la definió como "una reflexión sobre la felicidad y un canto a la libertad". El film está lleno de frases ingeniosas y de humor. En la película se denotan también las distintas posturas sobre la enseñanza de los más humildes y la justicia por parte de las diferentes clases sociales.
La película obtuvo la Mención especial del jurado del XIII Festival Internacional de Moscú (1983).
En el film aparece el Puente sobre el Río Dobra.

## Argumento
Situada en Beleño, un pequeño pueblo del concejo de Cangas de Onís, en Asturias, en otoño de 1857 cuando se promulga la ley Moyano con la obligatoriedad de la primera enseñanza. 
Pedro Pinzalez, nacido en octubre de 1815, es un hombre viudo apodado como el Cabezota; vive con su hijo Pedrín, de unos siete u ocho años de edad, cazando, pescando y cultivando la huerta familiar, lo que le lleva a considerar que enseñar a vivir a su hijo es mejor que cualquier otro tipo de educación, y por ello en principio se niega a llevar a su hijo a la escuela. La maestra, dispuesta a terminar con la "feliç ignorancia", mantiene un cierto tira y afloja con el Cabezota pero finalmente, y a pesar de la postura de su padre, Pedrín decide asistir a la escuela habilitada en una antigua ermita acondicionada en la salida del pueblo, "para ver de que se trata". Durante la jornada el chico se pelea con unos compañeros que han introducido unas gallinas por una ventana boicoteando la clase. Al regresar a casa y ver como su hijo ha tenido una pelea Pedro se reafirma en la postura de que su hijo no asista a la escuela. El enfrentamiento con las autoridades termina con Pedro Pinzalez juzgado (fortuitamente empuja al alcalde), y posteriormente encarcelado unos meses, durante los cuales su hijo ha de asistir a la escuela para que su padre no vea aumentada su condena, aunque le promete que "no aprenderá nada". Terminada la reclusión padre e hijo se reúnen de nuevo. Finalmente se intuye que Pedro y la bella docente se han enamorado, pero al finalizar el periodo escolar esta se despide sin quedar claro si perderá su destino. Entonces y ya en casa el Cabezota entiende que leer y escribir pueden servir para algo, por ejemplo, por si algún día la distancia los separa.

«Todos me llaman Coviella; Coviella, Coviella; y a mí me parece la tierra más bella; Coviella, Coviella, todos me llaman Coviella; Coviella; y a mi me parece la tierra más bella (...).»
Fragmento de una canción cantado por el padre y el hijo.

## Reparto
- Álvaro de Luna, como Pedro Pinzalez Cueto, alias «el cabezota»
- Juan Miguel Manrique, como Pedrín, el «cabezota segundo», hijo de Pedro Pinzalez.
- Manuel Alexandre, como Yeyu, el alguacil municipal
- Jacqueline Andere, como Ana García, la maestra de la escuela
- Antonio Gamero, como el señor Covalles, el alcalde
- Francisco Guijar, como Don Amadeo Colunga, el marqués de la Vallina
- Isabel Escudero, como la mujer del marqués
- Pablo Sanz, como inspector de enseñanza
- Emilio Rodríguez, como juez
- Eduardo Bea, guarda del coto
- José Caride, como funcionario